# アレクサンドル・ディチャーチン

アレクサンドル・ディチャーチン

アレクサンドル・ディチャーチン（英:Aleksandr Nikolayevich Dityatin、露:Александр Николаевич Дитятин、1957年8月7日 - ）は、旧ソ連・レニングラード出身の体操選手。
1976年のモントリオールオリンピックに出場し、団体総合、種目別・つり輪でそれぞれ銀メダルを獲得した。1978年の世界選手権（ストラスブール）で個人総合で銅メダル、1979年の世界選手権（フォートワース）で団体総合と個人総合で金メダルを獲得した。
1980年のモスクワオリンピックで五輪史上ただ一人、同一大会で男子体操の実施8種目全てでメダル獲得を達成した。
2004年に国際体操殿堂入り。